# 阿達米夫卡 (巴拉尼夫卡區)
50°22′37″N 27°54′55″E / 50.37694°N 27.91528°E
阿達米夫卡（烏克蘭語：Адамівка），是烏克蘭北部的村莊，隸屬日托米爾州的茲維亞赫爾區。該村面積2.74平方公里，海拔高度231米，2001年人口15，人口密度每平方公里5.47人。